# Малопесчанское сельское поселение
Малопесча́нское се́льское поселе́ние — упразднённое муниципальное образование в Мариинском районе Кемеровской области. Административный центр — село Малопесчанка.
С 1 июня 2021 года упразднено в связи с преобразованием района в Мариинский муниципальный округ.

## История
Малопесчанское сельское поселение образовано 17 декабря 2004 года в соответствии с Законом Кемеровской области № 104-ОЗ. 

## Население
| 2010 | 2011  | 2012  | 2013  | 2014 | 2015 | 2016 |
| ---- | ----- | ----- | ----- | ---- | ---- | ---- |
| 1055 | →1055 | ↘1038 | ↘1019 | ↘998 | ↘979 | ↘960 |
| 2017 | 2018  | 2019  | 2020  | 2021 |      |      |
| ↘939 | ↘911  | ↘893  | ↘889  | ↘559 |      |      |

## Состав
| № | Населённый пункт | Тип населённого пункта       | Население |
| - | ---------------- | ---------------------------- | --------- |
| 1 | Зенкино          | посёлок                      | 19        |
| 2 | Кирсановка       | деревня                      | 317       |
| 3 | Малопесчанка     | село, административный центр | 719       |

### Упразднённые населённые пункты
- Новая Уфа — упразднённый в 1986 году посёлок[15].
- Уколь — упразднённое в 1997 году село[16].